# NGC 67
NGC 67 је елиптична галаксија у сазвежђу Андромеда која се налази на NGC листи објеката дубоког неба.
Деклинација објекта је + 30° 3' 48" а ректасцензија 0h 18m 14,9s. Привидна величина (магнитуда) објекта NGC 67 износи 14,8 а фотографска магнитуда 15,8. NGC 67 је још познат и под ознакама MCG 5-1-64, CGCG 499-104, ARAK 4, ARP 113, VV 166, PGC 1185.